# Presidente del consiglio dei ministri

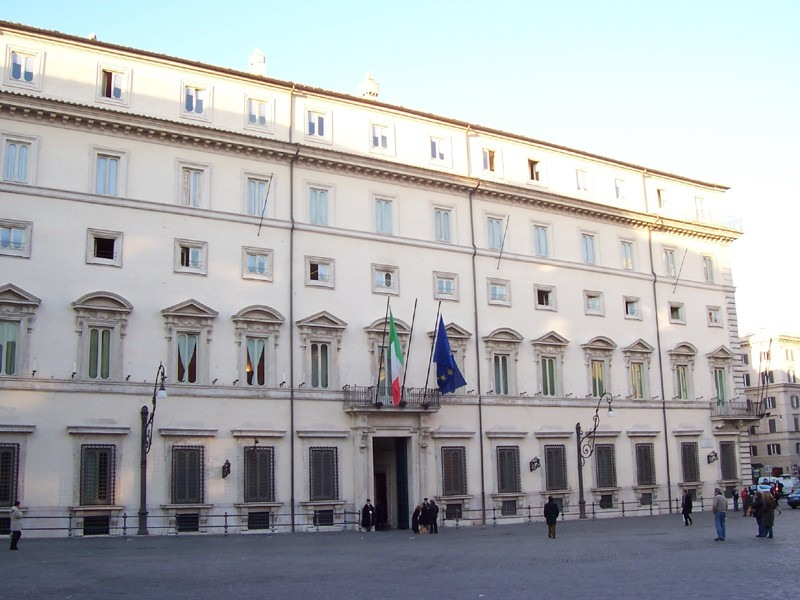
Palazzo Chigi,
sede del Presidente del Consiglio dei ministri della Repubblica Italiana

Il presidente del consiglio dei ministri è la carica che designa il capo del governo in alcuni degli ordinamenti nei quali la guida dell'esecutivo non è attribuita, o non è attribuita in via esclusiva, al capo di Stato, e cioè nei sistemi di tipo parlamentare o semipresidenziale. Titoli equivalenti, usati in altri Paesi, sono primo ministro (è quello più frequentemente utilizzato), cancelliere (tipico dei Paesi di lingua tedesca), presidente del governo (usato, ad esempio, in Spagna, Croazia e Slovenia), ministro presidente, ministro di Stato, ecc.

## Descrizione
In Francia il titolo fu usato per la prima volta da Talleyrand nel 1815 e in seguito dai capi di governo della Restaurazione e della Monarchia di Luglio. È stato poi adottato durante la Terza Repubblica, dal 1876 al 1940, e durante la Quarta Repubblica, dal 1946 al 1958, mentre con la Quinta Repubblica è stato adottato l'attuale titolo di primo ministro.
In Italia il titolo emerse durante la vigenza dello Statuto Albertino: sebbene la figura non fosse ufficialmente prevista da alcun articolo, si consolidò per prassi all'interno del Consiglio dei ministri, fino al suo riconoscimento ufficiale nel 1901, con il governo Pelloux. In epoca fascista la legge 24 dicembre 1925, n. 2263, modificò il titolo in capo del governo primo ministro segretario di Stato con l'evidente intento di sottolineare la posizione di supremazia della carica ricoperta da Benito Mussolini, i cui poteri erano stati dalla stessa legge notevolmente accresciuti. La precedente denominazione è stata ripresa dalla Costituzione repubblicana (sebbene nel progetto di costituzione elaborato dalla Commissione dei 75 comparisse il titolo di presidente del Consiglio dei ministri, primo ministro) ed è quella attualmente utilizzata.
Il titolo è utilizzato anche in Polonia, Libano e Bosnia ed Erzegovina mentre in passato è stato utilizzato in Portogallo (dal 1933 al 1974), Spagna (durante la Seconda Repubblica, dal 1931 al 1939), Brasile (durante l'Impero, dal 1822 al 1889) e Lussemburgo (dal 1848 al 1857). Il titolo è stato utilizzato anche in Unione Sovietica (dal 1946 al 1991) ed altri Stati comunisti; Cuba (dal 1976 al 2019) dove, però, l'ufficio è unito a quello di presidente del Consiglio di Stato (l'organo collegiale che funge da capo dello Stato).
Anche il Perù ha un presidente del Consiglio dei ministri che, tuttavia, a differenza di quelli finora citati, non può essere considerato totalmente capo del governo, trattandosi di una repubblica presidenziale (pur con alcuni elementi propri del sistema parlamentare): è nominato dal presidente della repubblica e deve ottenere la fiducia del parlamento, ma presiede il Consiglio dei ministri solo quando non vi partecipa il capo di Stato, al quale spetta altrimenti la presidenza.
Un titolo come presidente del Consiglio dei ministri tende a evidenziare il ruolo del capo del governo quale presidente del collegio dei ministri e, quindi, la collegialità del governo; invece, un titolo come primo ministro tende a evidenziare il suo ruolo di preminenza sugli altri componenti del governo; è comunque evidente che i poteri effettivi del titolare della funzione dipenda dal contenuto delle norme costituzionali e dalla concreta configurazione del sistema politico, assai più che della denominazione utilizzata, così il primo ministro della Quinta Repubblica francese non può essere considerato il capo del potere esecutivo, dato il ruolo spettante al presidente della repubblica nella forma di governo semipresidenziale, mentre il presidente del Consiglio dei ministri italiano lo è.

## Paesi in cui è o è stato utilizzato

### Danimarca
- Regno di Danimarca (Konseilspræsident, 12 ottobre 1855 – 20 aprile 1918)

### Francia
- Regno di Francia della Casa dei Borbone (Président du Conseil des Ministres, 9 luglio 1815 – 29 luglio 1830)
- Regno di Francia della Rivoluzione di luglio (Président du Conseil des Ministres, 13 agosto 1830 – 24 febbraio 1848)
- Seconda Repubblica francese (Président du Conseil des Ministres, 20 dicembre 1848 – 24 gennaio 1851, 10 aprile 1851 – 26 ottobre 1851)
- Terza Repubblica francese (Président du Conseil des Ministres, 23 febbraio 1876[1]– 11 luglio 1940)
- Quarta Repubblica francese (Président du Conseil des Ministres, 22 gennaio 1947 – 8 gennaio 1959)

### Germania
- Regno di Baviera (Vorsitzender des Ministerrats, 22 dicembre 1849 – 7 novembre 1918)
- Repubblica Democratica Tedesca (Vorsitzender des Ministerrats, 9 aprile 1969[2] – 2 ottobre 1990)

### Italia
- Regno delle Due Sicilie (Presidente del consiglio dei ministri, gennaio 1815 – 13 febbraio 1861)
- Regno di Sardegna (Presidente del consiglio dei ministri, 16 marzo 1848 – 23 marzo 1861)
- Regno d'Italia (Presidente del consiglio dei ministri, 23 marzo 1861 – 23 ottobre 1925, 8 giugno 1944 – 2 giugno 1946)
- Stato Nazionale Repubblicano, dipendente dalla Germania (Presidente del consiglio dei ministri, 23 settembre 1943 – 30 novembre 1943)
- Repubblica Sociale Italiana, dipendente dalla Germania (Presidente del consiglio dei ministri, 1º dicembre 1943 – 25 aprile 1945)
- Repubblica Italiana (Presidente del consiglio dei ministri, 2 giugno 1946 – oggi)

### Lussemburgo
- Granducato di Lussemburgo (Président du Conseil, 1º agosto 1848 – 29 novembre 1857, 12 ottobre 1915 – 6 novembre 1915)

### Polonia
- Repubblica di Polonia (Prezesi Rady Ministrów, 24 agosto 1989 – oggi)

### Portogallo
- Regno del Portogallo (Presidente do Conselho de Ministros, 24 Settembre 1834 – 5 ottobre 1910)
- Repubblica Portoghese (Presidente do Conselho de Ministros, 19 marzo 1933 – 25 aprile 1974)

### Bosnia ed Erzegovina
- Bosnia ed Erzegovina (Predsjedavajući Vijeća ministara / Предсједавајућн Савјета Mинистара, 3 gennaio 1997 – oggi)

### Spagna
- Regno di Spagna (Presidente del Consejo de Ministros, 15 gennaio 1834 – 18 luglio 1840, 20 luglio 1840 – 12 febbraio 1873, 31 dicembre 1874 – 14 aprile 1931)
- Repubblica spagnola (Presidente del Consejo de Ministros, 14 aprile 1931 – 1º aprile 1939)

### Brasile
- Impero del Brasile (Presidente do Conselho de Ministros, 22 agosto 1847 – 15 novembre 1889)
- Stati Uniti del Brasile (Presidente do Conselho de Ministros, 8 settembre 1961 – 23 gennaio 1963)

### Unione Sovietica
- Unione delle Repubbliche Socialiste Sovietiche (Председатель Совета Mинистров, 15 marzo 1946 – 14 gennaio 1991)

### Cuba
- Repubblica di Cuba (Presidente del Consejo de Ministros, 3 dicembre 1976 – 21 dicembre 2019)

### Perù
- Repubblica del Perú (Presidente del Consejo de Ministros, dicembre 1856 – 23 dicembre 1879, 12 marzo 1881 – 21 marzo 1895, 8 settembre 1895 – 4 febbraio 1914, 16 maggio 1914 – 1º marzo 1931, 8 dicembre 1931 – oggi)

### Ungheria
- Repubblica Popolare Ungherese (Elnöke a Miniszterek Tanácsa, 20 agosto 1949 – 23 ottobre 1989)

### Moldavia
- Principati Uniti di Moldavia e Valacchia (Preşedintele Consiliului de Miniştri, 22 gennaio 1862 – 4 febbraio 1862)

### Romania
- Principati Rumeni Uniti (Preşedintele Consiliului de Miniştri, 5 febbraio 1862 – 1º giugno 1866)
- Romania dipendente dall'Impero ottomano (Preşedintele Consiliului de Miniştri, 1º giugno 1866 – 13 luglio 1866, 15 luglio 1866 – 21 febbraio 1867, 1º marzo 1867 – 29 aprile 1868, 1º maggio 1868 – 27 gennaio 1870, 2 febbraio 1870 – 18 aprile 1870, 20 aprile 1870 – 14 dicembre 1870, 18 dicembre 1870 – 30 marzo 1876, 4 aprile 1876 – 8 maggio 1877)
- Romania (Preşedintele Consiliului de Miniştri, 9 maggio 1877 – 25 marzo 1881)
- Regno di Romania (Preşedintele Consiliului de Miniştri, 26 marzo 1881 – 20 marzo 1888; 23 marzo 1888 – 22 marzo 1889; 29 marzo 1889 – 3 novembre 1889; 5 novembre 1889 – 15 febbraio 1891; 21 febbraio 1891 – 26 marzo 1897; 31 marzo 1897 – 30 marzo 1899; 11 aprile 1899 – 20 dicembre 1904; 22 dicembre 1904 – 31 dicembre 1913; 4 gennaio 1914 – 14 novembre 1937; 17 novembre 1937 – 24 gennaio 1941; 27 gennaio 1941 – 28 febbraio 1945; 6 marzo 1945 – 30 dicembre 1947)
- Repubblica Popolare di Romania (Preşedintele Consiliului de Miniştri, 31 dicembre 1947 – 8 gennaio 1948[3]
- Repubblica Popolare di Romania (Preşedintele Consiliului de Miniştri, 8 gennaio 1948 – 28 marzo 1948)
- Repubblica Popolare di Romania (Preşedintele Consiliului de Miniştri, 28 marzo 1948 – 2 giugno 1952)
- Repubblica Popolare di Romania (Preşedintele Consiliului de Miniştri, 2 giugno 1952 – 22 marzo 1965)
- Repubblica Socialista di Romania (Preşedintele Consiliului de Miniştri, 22 marzo 1965 – 22 dicembre 1989)

### Armenia
- Repubblica Socialista Sovietica Armena (1º gennaio 1946 – 17 dicembre 1952)
- Repubblica Socialista Sovietica Armena (17 dicembre 1952 – 23 agosto 1990)
- Repubblica di Armenia (24 agosto 1990 – 22 novembre 1991)

### Azerbaigian
- Repubblica Socialista Sovietica Azera (15 marzo 1946 – 7 ottobre 1952)
- Repubblica Socialista Sovietica Azera (7 ottobre 1952 – 7 febbraio 1991)
- Repubblica di Azerbaigian (19 novembre 1990 – 7 febbraio 1991)
- Repubblica Autonoma Socialista Sovietica di Naxçıvan (1º gennaio 1949 – 31 dicembre 1949)

### Repubblica Autonoma di Naxçıvan
- Repubblica Autonoma Socialista Sovietica di Naxçıvan (1º gennaio 1950 – 31 dicembre 1955, 1º gennaio 1959 – 31 dicembre 1962, 1º gennaio 1964 – 31 dicembre 1966, 1º maggio 1970 – 30 novembre 1988, 1º gennaio 1989 – 31 gennaio 1990)

### Bielorussia
- Repubblica Popolare Bielorussa (1º ottobre 1918 – 31 dicembre 1918)
- Repubblica Popolare Bielorussa (1º gennaio 1919 – 5 gennaio 1919)
- [4] Repubblica Popolare Bielorussa (6 gennaio 1919 – 21 giugno 1948, 1º gennaio 1971 – oggi)
- Repubblica Socialista Sovietica Bielorussa (1º gennaio 1946 – 24 dicembre 1951)
- Repubblica Socialista Sovietica Bielorussa (25 dicembre 1951 – 19 settembre 1991)